# Nomada ceylonica
Nomada ceylonica är en biart som beskrevs av Cameron 1897. Nomada ceylonica ingår i släktet gökbin, och familjen långtungebin. Inga underarter finns listade i Catalogue of Life.